# MechAssault 2: Lone Wolf
MechAssault 2: Lone Wolf — компьютерная игра, разработанная компанией Day 1 Studios и опубликованная компанией Microsoft Game Studios исключительно для консоли Xbox в 2004 году. Является продолжение игры MechAssault 2002 года, действие которого происходит во вселенной BattleTech. В отличие от первой части, входит в список игр для Xbox, обратно совместимых с Xbox 360.

## Игровой процесс
На протяжении игры предстоит вступить в сражения с множеством противников, брать под управление боевые машины разного типа, включая, Боевые Мехи, бронетехнику, силовую броню, башенные орудия и воздушные боевые средства вертикального взлёта и посадки. В ряде случаев игрок может покинуть боевую машину и отправиться к цели пешком, чтобы, заминировать её, например. Так же примечательной особенностью игрового процесса проекта стала возможность захватить боевые машины соратников и противников при помощи нейро-взлома.

## Сюжет
События игры развиваются на планете Данте. Майор Наталья Керенская «Нэт» основала оперативную испытательную базу, под прикрытием торговцев чёрного рынка. Однажды в воздушном пространстве Данте-сити появилась поисковая машина класса «Стилет», разыскивающая Наталью, Фостера и одного мехвоина — игрока. С возвращения на базу и доклада ситуации «Нэт» начинает разворачиваться игровой процесс.

## Критика
| Сводный рейтинг | Сводный рейтинг |
| Агрегатор       | Оценка          |
| --------------- | --------------- |
| GameRankings    | 81,34 %         |

Журнал Game informer оценил игру на 9,25/10.